# Topiária

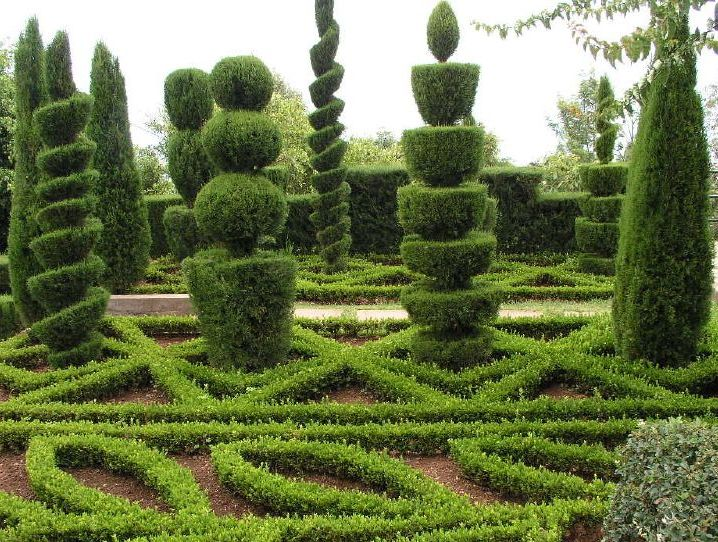
Topiária no Jardim botânico do Funchal

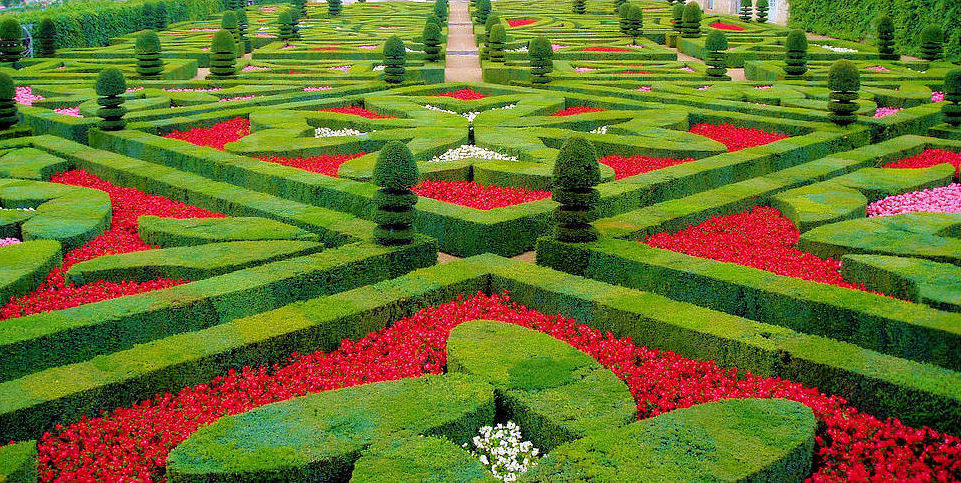
Topiária nos jardins do Château de Villandry.

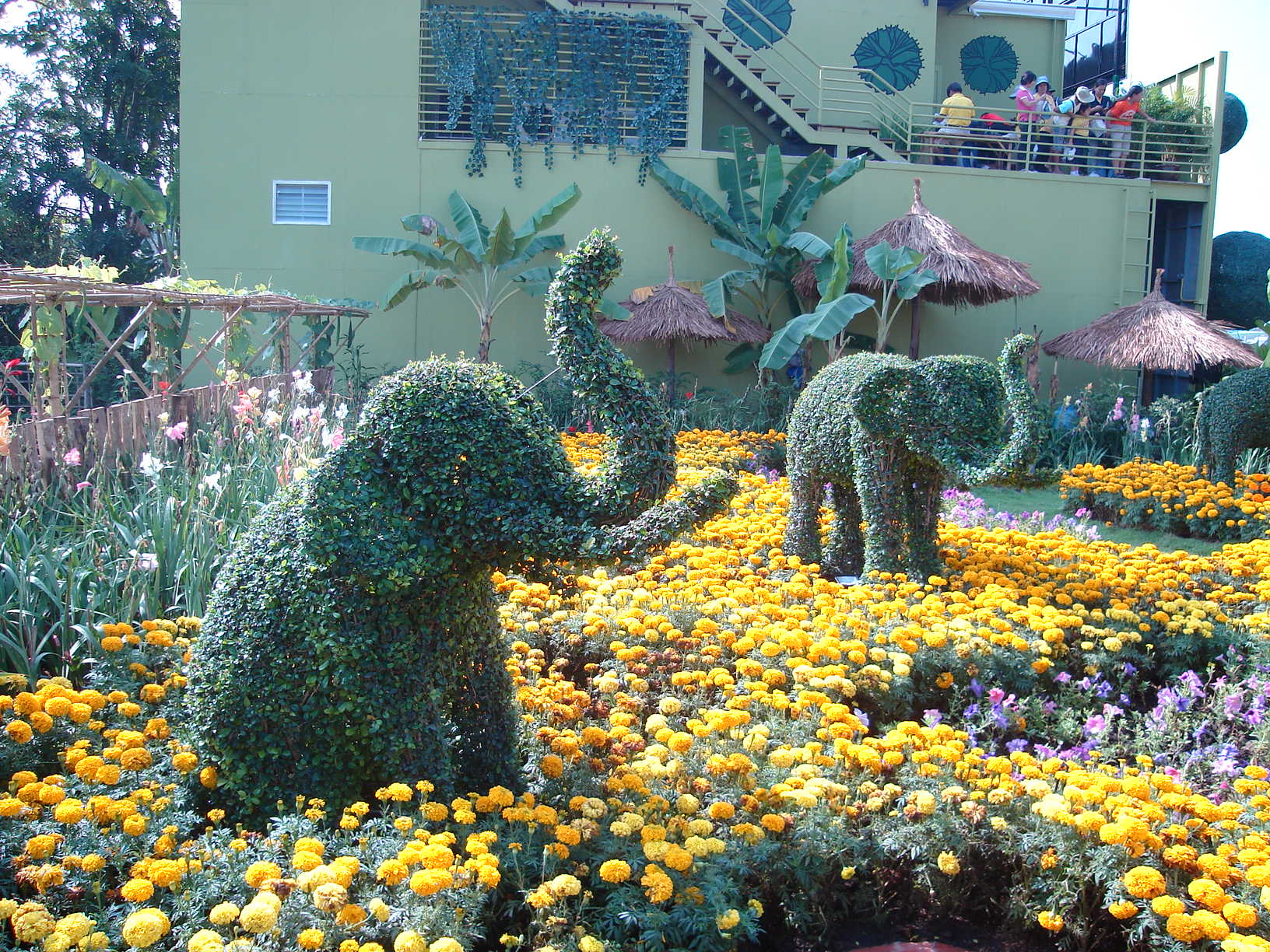
Royal Flora Expo 2006, Chiangmai, Tailandia

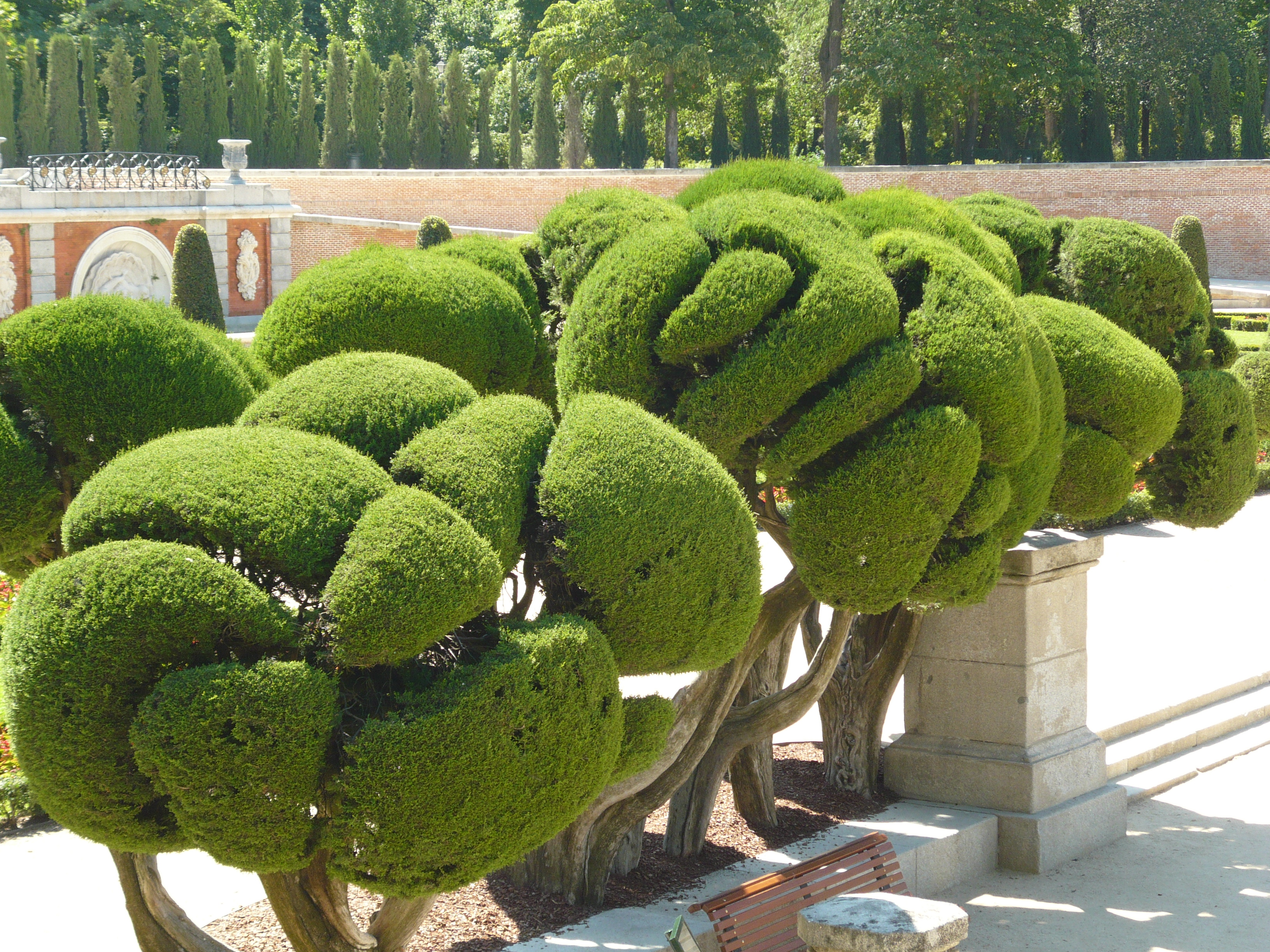
Cupressus no parque do Retiro, Madrid

Topiaria é a arte de podar plantas em formas ornamentais. Trata-se da prática de jardinagem que consiste em dar formas artísticas às plantas mediante corte com tesouras de podar.
Conhecem-se evidências de prática de topiaria desde os romanos, tendo a arte sido retomada com vigor no Renascimento italiano, e culminado com André Le Nôtre, o criador dos jardins de Versalhes em 1662, com a utilização de várias espécies (principalmente o buxo) para obter formas cónicas e piramidais.
Com o estilo de jardins do período vitoriano, na Inglaterra do século XIX, as formas utilizadas na arte da topiaria passam a ser arredondadas, meias luas, rombos, corações e arcos. 
Para "esculpir" uma planta são necessários, normalmente, vários anos de intervenções que consistem, entre outras técnicas, em utilizar estacas e armações para guiar o crescimento e obter as formas que de outra maneira seriam impossíveis de conseguir. 
Algumas das espécies vegetais utilizadas, para além do buxo, são as dos géneros Ligustrum (lentiscos), Lantana (lantana), Lonicera (madressilvas) e Hedera (hera), ou Prunus laurocerasus (o louro-cerejo) e o alecrim.